# The Broadsword and the Beast
The Broadsword and the Beast ist das 14. Studioalbum der Progressive-Rock-Band Jethro Tull aus dem Jahr 1982.

## Besetzung
Jethro Tull spielte das Album mit Ian Anderson, Martin Barre, Peter-John Vettese, Dave Pegg und Gerry Conway ein. Für Vettese, der während der Aufnahmen zur Band kam, und Conway waren es die ersten Alben mit Jethro Tull. Conway war zuvor Mitglied der Folk-Rock-Band Fotheringay und Schlagzeuger der Begleitband von Cat Stevens gewesen. Die Texte und Kompositionen stammen, wie bei Jethro Tull üblich, von Ian Anderson, jedoch wirkte auch Vettese als Komponist mit.

## Geschichte
Die Band nahm das Album im Winter 1981 auf. Es sollte ursprünglich nach dem ersten Song Beastie heißen, die Band entschied sich aber, auch das erste Stück der B-Seite, Broadsword, in den Titel aufzunehmen. Die beiden LP-Seiten trugen mit Beastie und Broadsword getrennte Titel. Erstmals in der Bandgeschichte wurde mit Paul Samwell-Smith ein externer Produzent hinzugezogen.
Die anschließende Tournee war die letzte Jethro-Tull-Tournee, die auf einer theaterartigen Bühne gespielt wurde. Die Bühne war als Piratenschiff gestaltet.
Als Singles erschienen 1982 Fallen On Hard Times/Broadsword, Falling On Hard Times/Pussy Willow, Pussy Willow/Beastie sowie Broadsword/Watching Me Watching You. 2005 erschien das Album erstmals als erweiterte, remastered CD mit acht Bonustiteln, die wie die anderen Stücke des Albums aus den Broadsword Sessions stammten und erstmals 1988 auf dem 5-LP-Set 20 Years of Jethro Tull veröffentlicht worden waren.
Vettese nahm 1983 mit Anderson dessen erstes Soloalbum Walk Into the Light auf. Cheerio bildete in den nächsten 15 Jahren den Abschluss aller Jethro-Tull-Konzerte.

## Album
The Broadsword and the Beast steht stilistisch – ähnlich wie das Vorgängeralbum A, zwischen den Folk-Rock-orientierten Jethro-Tull-Alben der späten 1970er Jahre und den zunehmend Synthesizer-orientierten Aufnahmen des Nachfolgealbums Under Wraps.

### LP-Version
Mehrere Liedtexte handeln vom Thema „Angst“. Beastie ist ein eingängiger Rocksong, der von der Angst vor „wilden Tieren“ handelt. Sie befällt laut Songtext nicht nur Kinder, sondern in anderen Formen auch Erwachsene. Anderson rät, ihm ins Gesicht zu schauen und es zu verjagen. Clasp (deutsch etwa: „Handschlag“) beschreibt Menschen, die vor dem Händeschütteln zurückschrecken, aber auch vom Händeschütteln als Fassade, etwa von Staatsmännern. Der Sänger empfiehlt, mit Fremden ins Gespräch zu kommen und somit wahre Verbundenheit zu erreichen. Nach einem Synthesizer-Beginn dominiert die Querflöte als Begleitinstrument.
Fallen on Hard Times hat einen folkigen Beginn. Das Stück beruht auf einer schottischen Melodie und wird zunehmend rockig. Der Text handelt von den Zukunftsängsten vieler Menschen Anfang der 1980er Jahre. Die konservativen Politiker Margaret Thatcher und Ronald Reagan werden mit ihren Amtsbezeichnungen angesprochen und kritisiert. Flying Colours bezieht sich auf Paare, die sich nach längerer Beziehung mit „fliegenden Fahnen“, also offen aggressiv, in der Öffentlichkeit schlecht machen. Nach ruhigem, elegischem Beginn wird das Stück dynamischer; Synthesizer und E-Gitarre treten als Soloinstrumente hervor. Slow Marching Band ist vordergründig ein Trauermarsch, der jedoch auch Jethro-Tull-typische Wendungen enthält. Der Titel bezieht sich auf Musiker, die zu Beerdigungen spielen, der Text handelt jedoch von Trennung. Möglicherweise bezieht er sich auf ehemalige Bandmitglieder, die Jethro Tull im Zorn verlassen hatten (you played for me, that’s all for now … – „ihr spieltet für mich, das war’s erstmal …“).
Broadsword ist ein getragenes, rockiges Stück. Es schildert die Angriffe nordischer Invasoren auf das heutige Schottland aus Sicht der Bewohner, der Angreifer und schließlich beider Gruppen. Vorrangig ist für alle das Überleben und der Schutz der Familie. Pussy Willow beschreibt die Wunschträume eines Mädchens, das jedoch aufstehen und den Zug erreichen muss, der es zur Arbeit bringt. Das Stück beginnt folkartig und setzt sich mit einem stampfenden Rockrhythmus fort. Im Stück Watching Me, Watching You singt Anderson von einem Menschen, der ihn durchgehend anstarrt, und den resultierenden Gefühlen von Abwendung und Neugier. In diesem Stück dominiert der Synthesizer.
Der Text von Seal Driver ist mehrdeutig – er handelt von einem Mann, der jemanden einlädt, auf seinem bescheidenen Fischerboot mitzufahren. Auch sei er kein Wikinger oder Pirat, nur ein Binnenländer. Das Schiff lässt sich aber auch als Metapher für das Leben sehen, das er mit der angesprochenen Person teilen möchte. Das Lied ist rockig und mehr als die anderen Songs des Albums dem Progressive Rock zuzuordnen. Cheerio ist ein kurzes, lyrisches Lied, dessen Text aus vier Zeilen besteht. An einer Küste prostet Anderson im Winter einer anderen Person mit einer Tasse zu.

### Extratitel
Als Zusatztitel enthält die CD acht Titel aus derselben Epoche wie die Stücke der LP.

## Artwork
Das Cover gestaltete Iain McCaig. Im Zentrum steht Ian Anderson als grimmig schauender Fantasy-Krieger mit schmetterlingsartigen Flügeln und langem Schwanz, auf ein Breitschwert gestützt. Im Hintergrund sieht man auf rauem Meer vor fast nachtschwarzem Himmel ein stilisiertes Wikingerboot. Der Rahmen ist wie ein Bilderrahmen gestaltet, mit Bildern der Köpfe der vier übrigen Bandmitglieder in den Ecken. Der Bandname und der Albumtitel sind in Kalligrafie mittig am oberen Rand platziert, die Kalligrafie gestaltete Jim Gibson. Ein wenig Wasser tropft aus dem Bilderrahmen auf die davor liegende Fläche. Auf dem Rahmen stehen in angelsächsischer Runenschrift die vier ersten Textzeilen von Broadsword, beginnend auf der linken Seite des Covers.
Die Rückseite zeigt im selben Rahmen das Schiff aus der Nähe, mit Drachenkopf und gelben Segeln Richtung Betrachter segelnd. Die Segel verdecken einen Teil des Rahmens. Auf diesen Segeln sind – auf der LP-Version – die Titelstücke sowie die Namen der an dem Album beteiligten Personen als Kalligrafie aufgedruckt. Vor dem Bilderrahmen hat sich die Wassermenge durchs Überlaufen aufgrund der Wellen stark erhöht.
Das Inlay der LP-Version besteht aus einem Schwarzweißdruck desselben Rahmens wie auf dem Cover. Innerhalb des Rahmens sind in Kalligrafieschrift die Liedtexte der einzelnen Stücke der Seiten Beastie und Broadsword aufgedruckt.

## Titelliste
Seite 1
1. Beastie (3:58)
2. Clasp (4:18)
3. Fallen On Hard Times (3:13)
4. Flying Colours (4:39)
5. Slow Marching Band (3:40)

Seite 2
1. Broadsword (5:03)
2. Pussy Willow (3:55)
3. Watching Me, Watching You (3:41)
4. Seal Driver (5:10)
5. Cheerio (1:09)

Extratitel
1. Jack Frost and the Hooded Crow (3:22)
2. Jack A Lynn (4:40)
3. Mayhem Maybe (3:06)
4. Too Many Too (3:28)
5. Overhang (4:29)
6. Rhythm in Gold (3:08)
7. I Am Your Gun (3:19)
8. Down at the End of the Road (3:31)

## Rezeption
Bei Allmusic erhielt die Originalausgabe 2,5 von fünf möglichen Punkten.
Das Musikmagazin Rolling Stone vergab zwei von fünf Punkten. Der Rezensent bemängelte vor allem den predigtartigen Stil Andersons.

## Kommerzieller Erfolg

### Chartplatzierungen
The Broadsword and the Beast erreichte mit Rang vier eine Top-10-Platzierung in Deutschland. Darüber erreichte es Chartplatzierungen in der Schweiz (Rang 15), Österreich (Rang 18), den Vereinigten Staaten (Rang 19) sowie dem Vereinigten Königreich (Rang 27).
| ChartsChartplatzierungen       | Höchstplatzierung | Wochen |
| ------------------------------ | ----------------- | ------ |
| Deutschland (GfK)              | 4 (32 Wo.)        | 32     |
| Österreich (Ö3)                | 18 (4 Wo.)        | 4      |
| Schweiz (IFPI)                 | 15 (1 Wo.)        | 1      |
| Vereinigte Staaten (Billboard) | 19 (12 Wo.)       | 12     |
| Vereinigtes Königreich (OCC)   | 27 (20 Wo.)       | 20     |

| ChartsJahrescharts (1982) | Platzierung |
| ------------------------- | ----------- |
| Deutschland (GfK)         | 28          |

### Auszeichnungen für Musikverkäufe
| Land/Region                  | Auszeichnungen für Musikverkäufe (Land/Region, Auszeichnung, Verkäufe) | Verkäufe |
| ---------------------------- | ---------------------------------------------------------------------- | -------- |
| Australien (ARIA)            | Gold                                                                   | 20.000   |
| Vereinigtes Königreich (BPI) | Silber                                                                 | 60.000   |
| Insgesamt                    | 1× Silber · 1× Gold ·                                                  | 80.000   |